# Robert Plant
Robert Anthony Plant (ur. 20 sierpnia 1948 w West Bromwich) – brytyjski wokalista rockowy i autor tekstów, frontman zespołu Led Zeppelin.
W 2006 roku piosenkarz został sklasyfikowany na 1. miejscu listy 100 najlepszych wokalistów metalowych wszech czasów według Hit Parader. Z kolei w 2009 roku został sklasyfikowany na 1. miejscu listy 50 najlepszych heavymetalowych frontmanów wszech czasów według Roadrunner Records. W 2009 został uhonorowany Komandorią Orderu Imperium Brytyjskiego (CBE).

## Życiorys

### Kariera do 1980
Robert Plant przyszedł na świat 20 sierpnia 1948 w West Bromwich, w hrabstwie Staffordshire (Wielka Brytania), a dorastał na przedmieściu Birmingham – Kidderminster. W wieku 13 lat zainteresował się rock and rollem, a jego idolem stał się Elvis Presley. Od 15 roku życia Plant występował z lokalnymi zespołami bluesowymi w roli wokalisty, by wkrótce porzucić dom oraz naukę i zająć się muzyką. Jednym z pierwszych jego zespołów był The Crawling King Snakes, w którym za perkusją siedział jego rówieśnik i późniejszy przyjaciel John „Bonzo” Bonham. Następnie Plant współpracował z grupą Listen, z którą wydał singel. Nagranie przeszło jednak bez echa. Plant i „Bonzo” spotkali się ponownie w zespole The Band of Joy. Mimo odnoszonych sukcesów formacja ta rozpadła się w roku 1968 i Plant został bez pracy. Aby poprawić swoją sytuację finansową, zatrudnił się w ekipie brukującej drogi. Wkrótce jednak rozpoczął występy z Alexisem Kornerem i zespołem Hobbstweedle. Podczas jednego z występów tej grupy, wysoki głos wokalisty zwrócił uwagę gitarzysty Jimmy’ego Page’a, który zaproponował Plantowi udział w swoim nowym projekcie. Ten chętnie przyjął propozycję i dołączył do zespołu Page’a, który przyjął później nazwę Led Zeppelin. W grupie tej występowali ponadto: John Paul Jones i Bonham (rekomendowany przez wokalistę).

### Kariera po rozpadzie Led Zeppelin

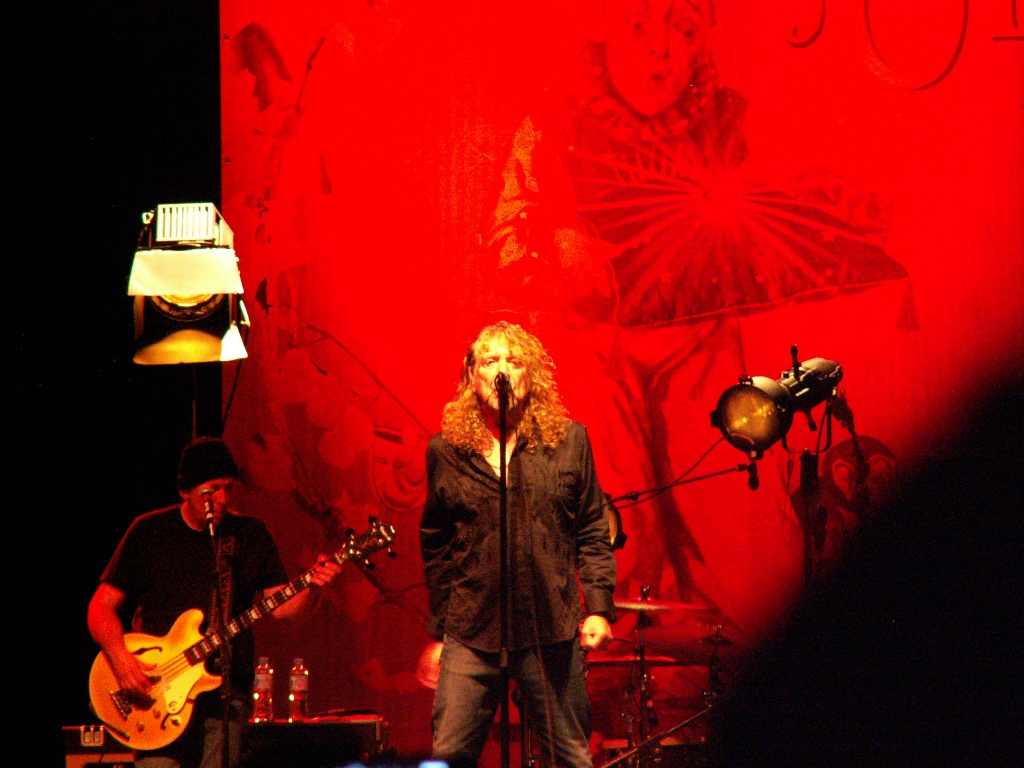
Robert Plant z The Band Of Joy 2011 r.

25 września 1980 roku zmarł John Bonham. Jego odejście stanowiło kres historii Led Zeppelin. Po tym wydarzeniu Robert Plant postanowił zająć się karierą solową, którą rozpoczął od albumu Pictures at Eleven z 1982 (m.in. przebój „Moonlight in Samosa”), później były The Principle of Moments (1983, hit „Big Log”), Shaken ‘N’ Stirred (1985), Now & Zen (1988), Manic Nirvana (1990) i Fate of Nations (1993). Na krążkach tych Plant eksperymentował z muzyką wschodu, muzyką pop, jazzem i bluesem. Nie zabrakło też typowo rockowych brzmień w stylu Led Zeppelin oraz elementów progresywnych. Twórczość Roberta spotkała się z dużym uznaniem na całym świecie i zaowocowała sukcesem komercyjnym.
W 1994 Plant wznowił współpracę z Jimmym Page’em. Duet wydał dwie płyty, po czym w 1999 zawiesił działalność. Rok 2002 przyniósł kolejny longplay wokalisty – Dreamland, zawierający utwory skomponowane przez innych artystów. Wkrótce światło dzienne ujrzała składanka Sixty Six to Timbuktu z największymi hitami i nigdy niepublikowanymi utworami Roberta, w roku 2005 na półkach sklepów muzycznych pojawił się Mighty Rearranger – ciepło przyjęty przez krytykę i fanów, a w 2007 roku album „Raising Sand” z wokalistką bluegrassową Alison Krauss. Album otrzymał sześć nagród Grammy, między innymi dla płyty roku.
Do 2011 roku działał w stworzonej przez siebie Band of Joy, grając blues, gospel, folk i country oraz nowe wersje utworów Led Zeppelin. Dla potrzeb nowej grupy nawiązał współpracę m.in. z gitarzystą Buddym Millerem i piosenkarką country Patty Griffin.

## Dyskografia
Albumy studyjne
| Pictures at Eleven                                                                | - Data: 28 czerwca 1982 - Wydawca: Swan Song Records     | 2  | 5  | 6  | 16 | 32 | –  | 17 | - USA: platynowa płyta - CAN: platynowa płyta - UK: srebrna płyta |
| The Principle of Moments                                                          | - Data: 11 lipca 1983 - Wydawca: Es Paranza Records      | 7  | 8  | 10 | 1  | 41 | –  | –  | - USA: platynowa płyta - UK: złota płyta                          |
| Shaken ‘N’ Stirred                                                                | - Data: 20 maja 1985 - Wydawca: Es Paranza Records       | 19 | 20 | 28 | 31 | 33 | –  | –  | - USA: złota płyta                                                |
| Now and Zen                                                                       | - Data: 29 lutego 1988 - Wydawca: Es Paranza Records     | 10 | 6  | 27 | 7  | 18 | –  | 12 | - USA: 3x platynowa płyta - UK: złota płyta                       |
| Manic Nirvana                                                                     | - Data: 19 marca 1990 - Wydawca: Es Paranza Records      | 15 | 12 | 26 | 24 | –  | –  | –  | - USA: złota płyta - CAN: platynowa płyta - UK: srebrna płyta     |
| Fate of Nations                                                                   | - Data: 27 maja 1993 - Wydawca: Es Paranza Records       | 6  | 34 | 37 | 10 | 19 | 32 | –  | - USA: złota płyta - CAN: złota płyta - UK: srebrna płyta         |
| Dreamland (Robert Plant & the Strange Sensation)                                  | - Data: 16 lipca 2002 - Wydawca: Mercury Records         | 20 | 40 | –  | –  | 52 | 74 | 26 |                                                                   |
| Mighty Rearranger (Robert Plant & the Strange Sensation)                          | - Data: 10 maja 2005 - Wydawca: Sanctuary Records        | 4  | 22 | 51 | 27 | 13 | 47 | 10 | - UK: srebrna płyta                                               |
| Band of Joy                                                                       | - Data: 14 września 2010 - Wydawca: Rounder Records      | 3  | 5  | 18 | –  | 6  | –  | 2  | - UK: złota płyta                                                 |
| Lullaby and... The Ceaseless Roar (Robert Plant & the Sensational Space Shifters) | - Data: 8 września 2014 - Wydawca: Nonesuch Records      | 2  | 10 | 22 | 7  | 6  | 6  | 2  | - UK: srebrna płyta                                               |
| Carry Fire (Robert Plant & the Sensational Space Shifters)                        | - Data: 13 października 2017 - Wydawca: Nonesuch Records | 3  | 14 | 16 | 7  | 12 | 7  | 9  |                                                                   |
| „–” album nie był notowany.                                                       |                                                          |    |    |    |    |    |    |    |                                                                   |

Współpraca
| Tytuł                                 | Dane dot. albumu                                        | Pozycja na liście | Pozycja na liście | Pozycja na liście | Pozycja na liście | Pozycja na liście | Pozycja na liście | Pozycja na liście | Certyfikat                                                          |
| Tytuł                                 | Dane dot. albumu                                        | UK                | USA               | AUS               | NZL               | SWE               | CHE               | NOR               | Certyfikat                                                          |
| ------------------------------------- | ------------------------------------------------------- | ----------------- | ----------------- | ----------------- | ----------------- | ----------------- | ----------------- | ----------------- | ------------------------------------------------------------------- |
| Raising Sand (oraz Alison Krauss)     | - Data: 23 października 2007 - Wydawca: Rounder Records | 2                 | 2                 | 45                | 3                 | 33                | 2                 | 1                 | - USA: platynowa płyta - CAN: platynowa płyta - UK: platynowa płyta |
| Raising The Roof (oraz Alison Krauss) | - Data: 19 listopada 2021 - Wydawca: Rounder Records    |                   |                   |                   |                   |                   |                   |                   |                                                                     |

Kompilacje
| Sixty Six to Timbuktu       | - Data: 4 listopada 2003 - Wydawca: Atlantic             | 27 | 134 | - UK: srebrna płyta |
| Nine Lives (Box Set)        | - Data: 12 września 2006 - Wydawca: Es Paranza, Atlantic | –  | –   |                     |
| „–” album nie był notowany. |                                                          |    |     |                     |

Albumy wideo
| Tytuł                                                      | Dane dot. albumu                                       |
| ---------------------------------------------------------- | ------------------------------------------------------ |
| Soundstage (Robert Plant and the Strange Sensation)        | - Data: październik 2006 - Wydawca: Zoë Records        |
| Live from the Artists Den (Robert Plant & The Band of Joy) | - Data: 10 lipca 2012 - Wydawca: Universal Music Group |

## Wybrana filmografia
| Tytuł                                                     | Rok  | Rola        | Uwagi                                            | Źródło |
| --------------------------------------------------------- | ---- | ----------- | ------------------------------------------------ | ------ |
| In Dreams: The Roy Orbison Story                          | 1999 | jako on sam | film dokumentalny, reżyseria: Mark Hall          | [ 25 ] |
| Freddie Mercury Himself                                   | 2006 | jako on sam | film dokumentalny, reżyseria: Rudi Dolezal       | [ 26 ] |
| Robert Plant: By Myself                                   | 2010 | jako on sam | film dokumentalny, reżyseria: Chris Rodley       | [ 27 ] |
| Taken by Storm: The Art of Storm Thorgerson and Hipgnosis | 2011 | jako on sam | film dokumentalny, reżyseria: Roddy Bogawa       | [ 28 ] |
| Genius of Bert Jansch: Folk, Blues & Beyond               | 2014 | jako on sam | film dokumentalny, reżyseria: Janet Fraser-Crook | [ 29 ] |

## Nagrody i wyróżnienia
| Rok  | Kategoria                              | Tytułem                        | Nagroda | Nota | Źródło |
| ---- | -------------------------------------- | ------------------------------ | ------- | ---- | ------ |
| 2007 | Best Pop Collaboration With Vocals     | Gone Gone Gone (Done Moved On) | Grammy  | Laur | [ 30 ] |
| 2008 | Record Of The Year                     | Please Read The Letter         | Grammy  | Laur | [ 30 ] |
| 2008 | Album Of The Year                      | Raising Sand                   | Grammy  | Laur | [ 30 ] |
| 2008 | Best Pop Collaboration With Vocals     | Rich Woman                     | Grammy  | Laur | [ 30 ] |
| 2008 | Best Country Collaboration With Vocals | Killing The Blues              | Grammy  | Laur | [ 30 ] |
| 2008 | Best Contemporary Folk/Americana Album | Raising Sand                   | Grammy  | Laur | [ 30 ] |